# Acacia marramamba
Acacia marramamba é uma espécie de leguminosa do gênero Acacia, pertencente à família Fabaceae.